# Posizioni del football americano

Diagramma che mostra le tipiche posizioni del football americano.

Nel football americano ogni squadra schiera sul terreno di gioco undici giocatori. Dato che le regole consentono sostituzioni illimitate, i ruoli e le posizioni dei giocatori dipendono dalla situazione di gioco. Nelle squadre di livello professionale la maggior parte dei giocatori gioca solo le azioni di attacco o di difesa, essendo i giocatori "ambivalenti" un retaggio del passato.

## Attacco
Nel football americano la squadra di attacco (in inglese: offensive team o offense) è quella che, essendo in possesso della palla, inizia l'azione di gioco dalla linea di scrimmage. Questa formazione ha il compito di guadagnare le dieci iarde in quattro tentativi (in inglese: down) che servono per mantenere il possesso della palla, fino a percorrere tutto il campo raggiungendo così la end zone per realizzare un touchdown o, in alternativa, di realizzare un field goal. Nel caso la squadra di attacco non riesca a realizzare questo compito, essa lascia il terreno alla squadra di difesa o allo special team che proseguono la partita fino alla riconquista del pallone.
Un'azione di attacco si svolge solitamente quando il quarterback raccoglie lo snap dal centro e consegna la palla indietro ad un running back oppure la passa in avanti ad un ricevitore, oppure la porta avanti egli stesso.
Il quarterback della squadra in vantaggio a pochi secondi dalla fine può anche scegliere di inginocchiarsi con la palla in mano per fermare l'azione lasciando trascorrere il tempo. Il caso opposto è quello in cui il quarterback della squadra in svantaggio a corto di tempo butti la palla in avanti per terra perdendo volontariamente un down per fermare il cronometro (in inglese: spike).
La squadra di attacco consiste quindi di un quarterback, degli uomini di linea di attacco, dei back, dei tight end e dei ricevitori.
La linea d'attacco consiste di un centro, due guardie, due offensive tackle e uno o due tight end e la sua funzione principale è quella di bloccare i tentativi dei difensori di conquistare il pallone o impedirne l'avanzata. I back comprendono i running back (o tail back) che solitamente portano la palla e i fullback che solitamente effettuano i blocchi o più raramente portano o ricevono il pallone. La funzione primaria dei ricevitori è ovviamente quella di ricevere i passaggi in avanti del quarterback.
Il numero dei ricevitori, back e tight end sul campo contemporaneamente può variare in funzione delle diverse situazioni di gioco. Sette giocatori devono obbligatoriamente posizionarsi sulla linea di scrimmage e solo i due che sono più esterni sono eleggibili come ricevitori. Un offensive lineman si può dichiarare agli arbitri come eleggibile per ricevere un passaggio e divenire così "tackle eligible".
Alcune tipiche formazioni offensive sono:
- un running back, due tight end e due ricevitori
- due running back, un tight end e due ricevitori
- un running back, un tight end e tre ricevitori
- un running back, nessun tight end e quattro ricevitori
- nessun running back, nessun tight end e cinque ricevitori.

La gestione della squadra d'attacco è affidata all'offensive coordinator sotto la supervisione del capo allenatore.

### Ruoli
Centro (Center) (C)
È il giocatore che sta al centro della linea d'attacco e che mette la palla in gioco con lo snap. Ha anche il compito di coordinare gli uomini di linea d'attacco e di bloccare gli uomini di linea di difesa avversari.
Guardia (Offensive Guard) (OG)
Sono i due giocatori di linea d'attacco ai lati del centro che effettuano i blocchi nelle azioni di corsa o che proteggono il quarterback in quelle di lancio. 
Offensive tackle (OT)
Sono i due giocatori di linea d'attacco all'esterno delle guardie che hanno sostanzialmente gli stessi compiti delle guardie.
Tight end (TE)
È il giocatore che si posiziona subito all'esterno della linea d'attacco a ridosso dell'offensive tackle. I suoi compiti sono un misto tra quelli degli uomini di linea e quelli dei ricevitori. I tight end che partono più staccati dalla linea sono detti anche split end. Le formazioni moderne contano spesso un tight end e uno split end che possono sostituire con un ricevitore in situazioni particolari. A volte si possono avere formazioni "a tre tight end", significando con questo che uno dei ricevitori viene sostituito con un ulteriore uomo di linea o da un bloccatore per situazioni in cui ci si prefigge di guadagnare poche iarde con una corsa.
Ricevitore (Wide Receiver) (WR)
È il giocatore destinato a ricevere i lanci del quarterback. In genere è un giocatore veloce che, dopo lo snap si posiziona nel campo avversario per ricevere il lancio. Può essere schierato sulla linea di scrimmage ed essere così considerato uno dei sette giocatori obbligatori (split end), oppure può posizionarsi almeno un passo dietro alla linea prendendo il nome di flanker se sull'esterno o di slot se più all'interno. Le doti che gli sono richieste sono la velocità e la presa.
Fullback (FB)-
È il giocatore posizionato dietro il centro della linea, dopo il quarterback destinato ad effettuare blocchi, qualche corsa e qualche ricezione di passaggi corti. La dote richiesta ad un fullback classico è la potenza più dell'agilità o della velocità. Le formazioni moderne tendono ad usare meno il fullback.
Running back (RB)
È il giocatore, in passato chiamato halfback (HB), destinato a portare la palla nei giochi di corsa. In genere sono, con i ricevitori, i giocatori più veloci della squadra, hanno un fisico compatto e scattante; spesso eseguono delle finte, cioè mosse rapide e improvvise per cercare di evitare l'attacco dei difensori. Sono i giocatori più soggetti agli infortuni (in particolare ad articolazioni e legamenti) e di conseguenza quelli la cui carriera è più breve.
Quarterback (QB)
È il giocatore che guida la squadra d'attacco e che decide l'azione di gioco. Si posiziona in genere subito dietro al centro e ne raccoglie lo snap per consegnare la palla ad un corridore o lanciarla ad un ricevitore. In situazioni particolari il quarterback si può posizionare a qualche iarda dal centro (shotgun formation) per guadagnare tempo in caso di situazione di lancio obbligato. Esiste anche la "pistol formation" simile alla shotgun, nella quale il running back o il full back affianca il quarterback per un'azione quasi sempre di lancio.

## Difesa
Nel football americano la squadra di difesa (in inglese: defensive team o defense) è quella che inizia l'azione di gioco dalla linea di scrimmage senza essere in possesso della palla. Questa formazione ha lo scopo di impedire agli avversari di realizzare dei punti recuperando il possesso del pallone. Tale obiettivo si ottiene solitamente impedendo agli avversari di percorrere le dieci iarde in tre dei quattro tentativi regolamentari ed inducendo così la squadra avversaria ad usare l'ultimo tentativo per effettuare il punt. Le altre possibilità di recupero del pallone consistono nell'effettuare un intercetto su un lancio degli avversari, nel recuperare il pallone dopo un fumble o nel fare esaurire i quattro tentativi all'attacco avversario senza che quest'ultimo abbia percorso le dieci iarde necessarie per mantenere il possesso della palla.
Quando il pallone è stato riconquistato o quando gli avversari hanno realizzato dei punti, la squadra di difesa lascia il posto all'attacco o allo special team.
Anche la squadra di difesa ha la possibilità di segnare dei punti se, dopo il recupero del pallone, riesce a riportarlo nella end zone avversaria realizzando così un touchdown o, in alternativa se riesce a far retrocedere l'azione dell'attacco avversario fino alla end zone realizzando così un safety.
A differenza della squadra d'attacco, la difesa non ha una formazione formalmente definita. Un difensore si può allineare dove vuole purché si trovi dal proprio lato della linea di scrimmage. La maggioranza delle formazioni sono comunque costituite da una linea difensiva, formata da defensive tackle e defensive end schierati sulla linea di scrimmage, dai linebacker schierati subito a ridosso di questi e dai defensive back (o difesa secondaria) costituiti dai cornerback e dai safety schierati più indietro.
Alcune tipiche formazioni difensive sono:
- cinque defensive linemen, due linebacker e quattro defensive back
- cinque defensive linemen, tre linebacker e tre defensive back
- quattro defensive linemen, tre linebacker e quattro defensive back (difesa 4-3)
- quattro defensive linemen, quattro linebacker e tre defensive back
- tre defensive linemen, quattro linebacker e quattro defensive back (difesa 3-4)
- tre defensive linemen, tre linebacker e cinque defensive back
- quattro defensive linemen, due linebacker e cinque defensive back (nickel formation)
- quattro defensive linemen, un linebacker e sei defensive back (dime formation)
- tre defensive linemen, un linebacker e sette defensive back (quarter defense)
- tre defensive linemen, cinque linebacker e tre defensive back (prevent defense)

La gestione della squadra di difesa è affidata al defensive coordinator sotto la supervisione del capo allenatore.

### Ruoli
Defensive end (DE)
Sono i due defensive linemen che si posizionano alle estremità della linea di difesa. La loro funzione è di attaccare il quarterback avversario in azione di lancio o di bloccare il portatore di palla. Il più veloce dei due è posizionato in genere dal lato destro della linea di difesa (la sinistra del quarterback avversario) perché quello è il "lato cieco" di un quarterback destro.
Defensive tackle (DT)
Sono i defensive linemen, a volte chiamati anche defensive guard (DG), che si schierano sulla linea di scrimmage tra i defensive end. Il loro compito principale è quello di attaccare il portatore di palla avversario eludendo i blocchi degli uomini di linea d'attacco avversari.
Nose guard (NG)
È il giocatore, chiamato a volte anche middle guard o nose tackle, che nella difesa 3-4 si posiziona di fronte al centro avversario. In genere è meno corpulento e più veloce degli altri uomini di linea e il suo compito è quello di bloccare le corse centrali e di penetrare nella linea di attacco avversaria per effettuare un sack.
Linebacker (LB)
Sono i giocatori che prendono posizione dietro alla linea di difesa e si devono occupare di fermare le corse o di intercettare i lanci corti. A volte i linebacker possono anche effettuare dei blitz verso il quarterback avversario. I linebacker si dividono generalmente in tre tipi:
- strongside linebacker, chiamati anche left outside linebacker (LOLB) e right outside linebacker (ROLB)

si schierano in corrispondenza del tight end avversario e sono di solito i linebacker più forti perché devono affrontare i bloccatori più forti.
- middle linebacker (MLB)

si schierano nel mezzo della difesa e devono identificare la formazione dell'attacco avversario per dettare gli aggiustamenti necessari per la difesa.
- weakside linebacker (LOLB) e (ROLB)

sono i linebacker più veloci che devono coprire il campo aperto sui lanci.
Cornerback (CB)
Sono i giocatori (di solito due) che devono occuparsi principalmente della difesa sui lanci. Devono marcare i ricevitori avversari e cercare di intercettare i lanci del quarterback o quantomeno di deviarli dal loro obiettivo. Nelle situazioni di corsa fungono da ultima linea di difesa.
Safety (FS o SS)
Sono i giocatori (generalmente due) che costituiscono l'ultima linea di difesa (quella più lontana dalla linea di scrimmage) e solitamente aiutano i cornerback nella difesa sui lanci. Si dividono in strong safety (SS), solitamente il più forte e pesante, orientato alla difesa sulle corse e free safety (FS), più leggero e veloce, orientato alla difesa sui lanci. I safety possono anche incaricarsi di effettuare dei blitz a sorpresa verso i quarterback avversario. In situazioni di lancio quasi certo, una difesa può schierare dei safety (o dei cornerback) aggiuntivi, cinque, sei o addirittura sette. In questo caso prendono il nome rispettivamente di nickelback, dimeback e defensive quarterback in analogia col gergo statunitense che indica con nickel la moneta di 5 cent, dime quella da 10 e quarter quella da 25.

## Special team
Nel football americano gli special team (squadre speciali) sono in campo nelle situazioni di kickoff, di punt o di tentativo di realizzazione di field goal o extra point. Solitamente tali formazioni sono composte da giocatori di seconda linea in altri ruoli e sono estremamente specializzate.
Gli special team assumono il nome della situazione in cui sono chiamate in causa, si hanno così: un kickoff team, un kick return team, un punting team, un punt blocking/return team, un field goal team ed un field goal block team.
Anche se queste formazioni realizzano solitamente meno punti delle squadre d'attacco e sono in campo per molto meno tempo sia dell'attacco che della difesa, esse possono risultare decisive per l'esito di una partita in quanto determinano spesso l'inizio o l'esito di una determinata serie di azioni e sono chiamate in campo spesso per decidere una partita negli ultimi secondi di gioco.

### Ruoli
Vista la specializzazione di queste formazioni, esse comprendono anche ruoli specializzati:
Kicker (K)
È il giocatore che calcia i kickoff e tenta di trasformare i field goal.
Holder (H)
È il giocatore che si posiziona solitamente sei o sette iarde dietro la linea e ferma la palla per il kicker. Spesso è un quarterback o un punter.
Long snapper (LS)
È un centro specializzato nel consegnare la palla direttamente all'holder o al punter.
Kick returner (KR)
È il giocatore che riceve i kickoff, solitamente è un ricevitore o un cornerback.
Punter (P)
È il giocatore che calcia i punt.
Upback (U)
È il giocatore che nelle azioni di punt si posiziona qualche iarda dietro la linea e funge da seconda linea di difesa per il punter. Nelle situazioni di finta di punt può essere colui che riceve lo snap dal long snapper per iniziare l'azione d'attacco.
Punt returner (PR)
È il giocatore che riceve i punt. Spesso, ma non necessariamente, coincide col kick returner.